# Pelusa Molina
Pelusa Molina (Irene Cristina Molina) (1943, Argentina) es una gastrónoma, chef, productora, columnista y conductora de televisión argentina.

## Biografía
Hija de Maria Emma Rossi de Molina, conocida como Emmy de Molina, desde que nació respondió al apodo de "Pelusa" y así se la conoce en el ámbito gastronómico, donde comenzó como mano derecha de su madre cuando aún era muy joven y la cocina era sólo una afición.
Titulada en 1967 de Licenciada en Psicología de la UBA, trabajó luego como profesora Normal Nacional. Posteriormente obtuvo el Certificado de Competencia en Cocina y Repostería de Universidades Populares Argentinas.
Un poco por formación, otro poco como autodidacta en una época en que en el país no había centros de formación profesional, Pelusa buscó en los libros la teoría, y la práctica al lado de cocineros y chefs, que generosamente le develaron sus secretos. 
Volcada también al periodismo -siguiendo huellas maternas- fue colaboradora en numerosas publicaciones de la capital y del interior de Argentina, escribiendo sus columnas en:
- Editorial Perfil
- Revista TAL CUAL
- Crónica
- La Razón
- Semanario Costa Norte
- Revista Qué Hacemos
- Suplemento para la mujer del diario Hoy y Mañana
- Revista EVA (Editorial García Ferré)
- Revista NUESTRA, suplemento de 29 diarios del interior, que edita Artes Gráficas Rioplatenses (del grupo Clarín). Desde el primer número en 1964 hasta el último.
- También fue consultora y colaboró con el suplemento Ollas y Sartenes del diario Clarín

## Carrera en el ámbito televisivo
Realizó los programas culinarios de TV :
- Cocina de Pelusa Molina
- Free Time
- Micro de cocina en Realidad /89
- Con Sabor a Pinky

## Otros campos profesionales
- Participó en distintas Ferias, fue Estilista Culinaria en gráfica y TV, asesora de diferentes empresas vinculadas a la alimentación y electrodomésticos, desarrollando recetarios de producto.
- Asesoró gastronómicamente al Grupo Cordialidad que conducen los médicos Carlos Beneites y Ernesto Serrano, dedicado a la rehabilitación integral del cardiópata, tarea que fuera presentada en diferentes congresos de la especialidad en Europa.
- Así mismo colaboró en el libro Alta Cocina y Bajo Colesterol, editado por la Fundación Cardiológica Argentina. Entre los numerosos cursos y seminarios a los que asistió en el país y en el exterior cabe destacar :
- El Seminario Profesional Food Styling dictado por Mrs. Delors Custer, directora del Culinary Institute of América de New York
- El Food Competition Workshop realizado en el Sheraton Hotel de Bs. As.
- Clases especiales en el Cordon Bleu de Paris
- Ha asistido a numerosos seminarios organizados por el Consejo Oleico Internacional (Seminarios de cocina española, italiana, tunecina, griega y turca, Pro Oliva)

Es Conseiller Culinaire Du Baillage D'Argentine de la Confrerie de La Chaine des Rotisseurs, Association Mondiale de la Gastronomie, con sede en París Francia.
También fue distinguida como Chevalier dans L'ordre de la Clochette, por servicios rendidos a la cultura y a la buena cocina otorgado por la Sra. Fanny Dubcovsky, centro Fortabat, Alianza Francesa de la Argentina. Ostenta el título de Chef honoraria de la cadena internacional Mc Donald's.
- Datos: Q6071120